# Gnophos accipitraria
Gnophos accipitraria là một loài bướm đêm trong họ Geometridae.